# Болотина, Ирина Самуиловна
Болотина Ири́на Самуи́ловна (6 ноября 1944, Москва — 7 июля 1982, Москва) — советская художница, искусствовед, историк искусства, писательница, преподаватель.

## Биография
Ирина Болотина родилась в Москве. Она с детства увлекалась рисованием. В 1964 году Болотина окончила МГУ им. Ломоносова, а позже работала художницей и искусствоведом.
В 1973 году Болотина получила учёную степень кандидата искусствоведения.
Занималась фундаментальными исследованиями творчества художников Бубнового валета — Петра Кончаловского (1876—1956), Ильи Машкова (1881—1944), Аристарха Лентулова (1882—1943), Александра Осмёркина (1892—1953), Василия Рождественского (1884—1963), а также Константина Истомина и русским натюрмортом.
Написанные и изданные Болотиной книги по творчеству этих художников в настоящее время являются каноническими. Список установленных Болотиной произведений этих художников является главным доказательством подлинности картин этих мастеров.

## Выставки
В 1986 году в Москве состоялась выставка живописи и графики Болотиной в Государственной Третьяковской галерее.

## Семья
- Муж — Алексей Всеволодович Щербаков (1927—1990), архитектор и живописец, окончил Московский архитектурный институт, был членом Союза художников.
- Свёкор — художник Щербаков.